# Château de Fontaine-les-Bassets
Le château de Fontaine-les-Bassets est un édifice situé à Fontaine-les-Bassets, en France.

## Localisation
Le monument est situé dans le département français de l'Orne, sur le territoire de la commune de Fontaine-les-Bassets, à 200 m au nord de l'église Saint-Rémi.

## Architecture
La façade nord et la toiture correspondante, l'escalier avec sa rampe en fer forgé et le grand salon avec son décor de boiseries sont inscrits au titre des monuments historiques par arrêté du 29 août 1984.